# Ligne 3 du métro léger de Tunis
La ligne 3 du métro léger de Tunis est une ligne du métro léger de Tunis mise en service en 1990 et qui relie la gare de Tunis Marine à la station Ibn Khaldoun.
Comme toutes les lignes, la ligne 3 est gérée par la Société des transports de Tunis, aussi connue sous le nom commercial de Transtu, entreprise publique de transport née en 2003 de la fusion entre la Société du métro léger de Tunis (SMLT fondée en 1981) et la Société nationale de transports (SNT fondée en 1963).

## Historique
La ligne 3 est créée en 1990 puis prolongée en 1992.

## Caractéristiques

### Ligne
La ligne 3 est composée de treize stations sur une longueur de 6,5 kilomètres.
| Logo | Parcours                    | Mise en service | Dernier prolongement | Longueur en km | Nombre de stations | Matériel |
| ---- | --------------------------- | --------------- | -------------------- | -------------- | ------------------ | -------- |
|      | Tunis Marine ↔ Ibn Khaldoun | 1990            | 1992                 | 6,2            | 13                 | Siemens  |

### Stations

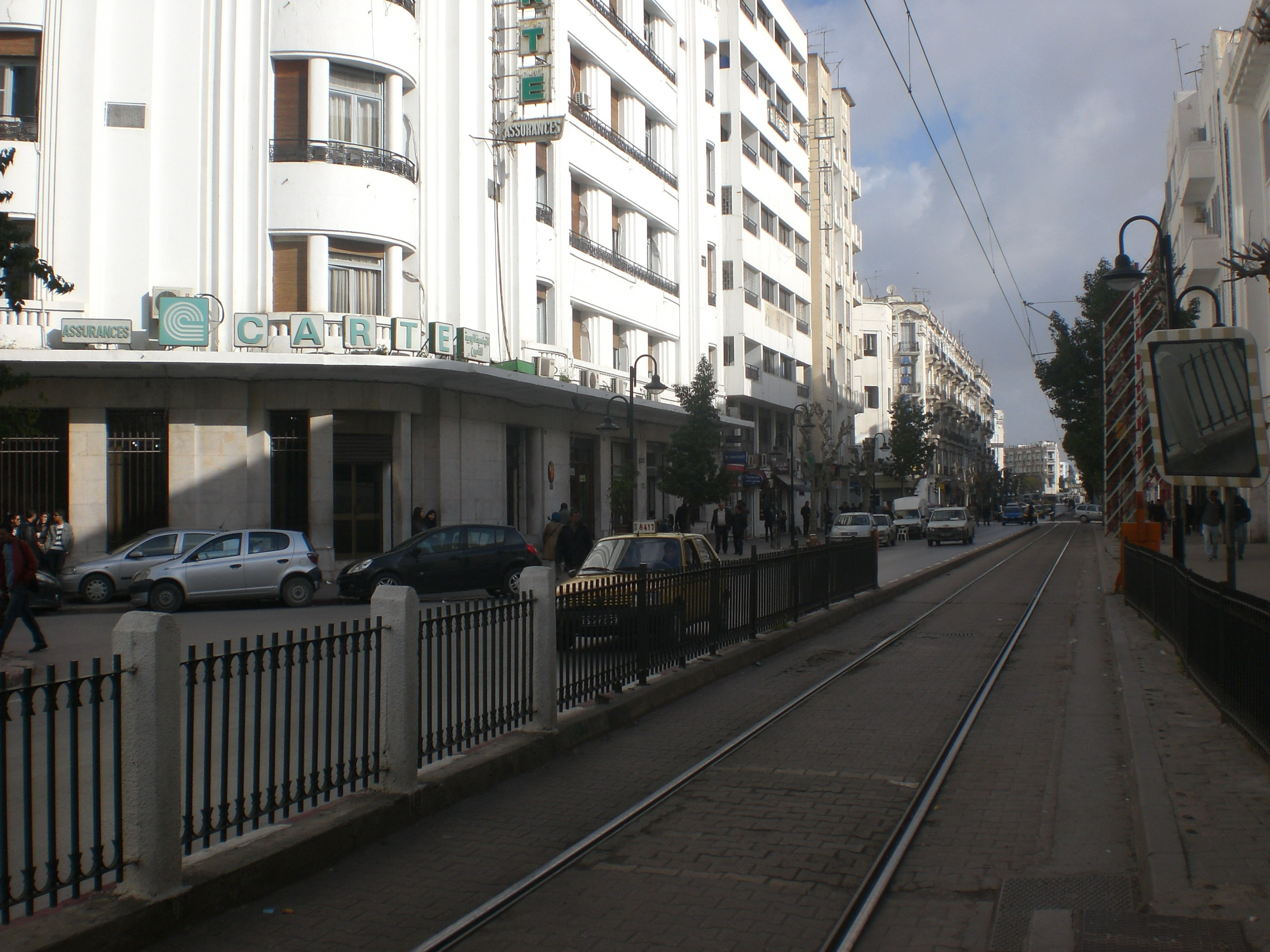
Station Habib-Thameur.

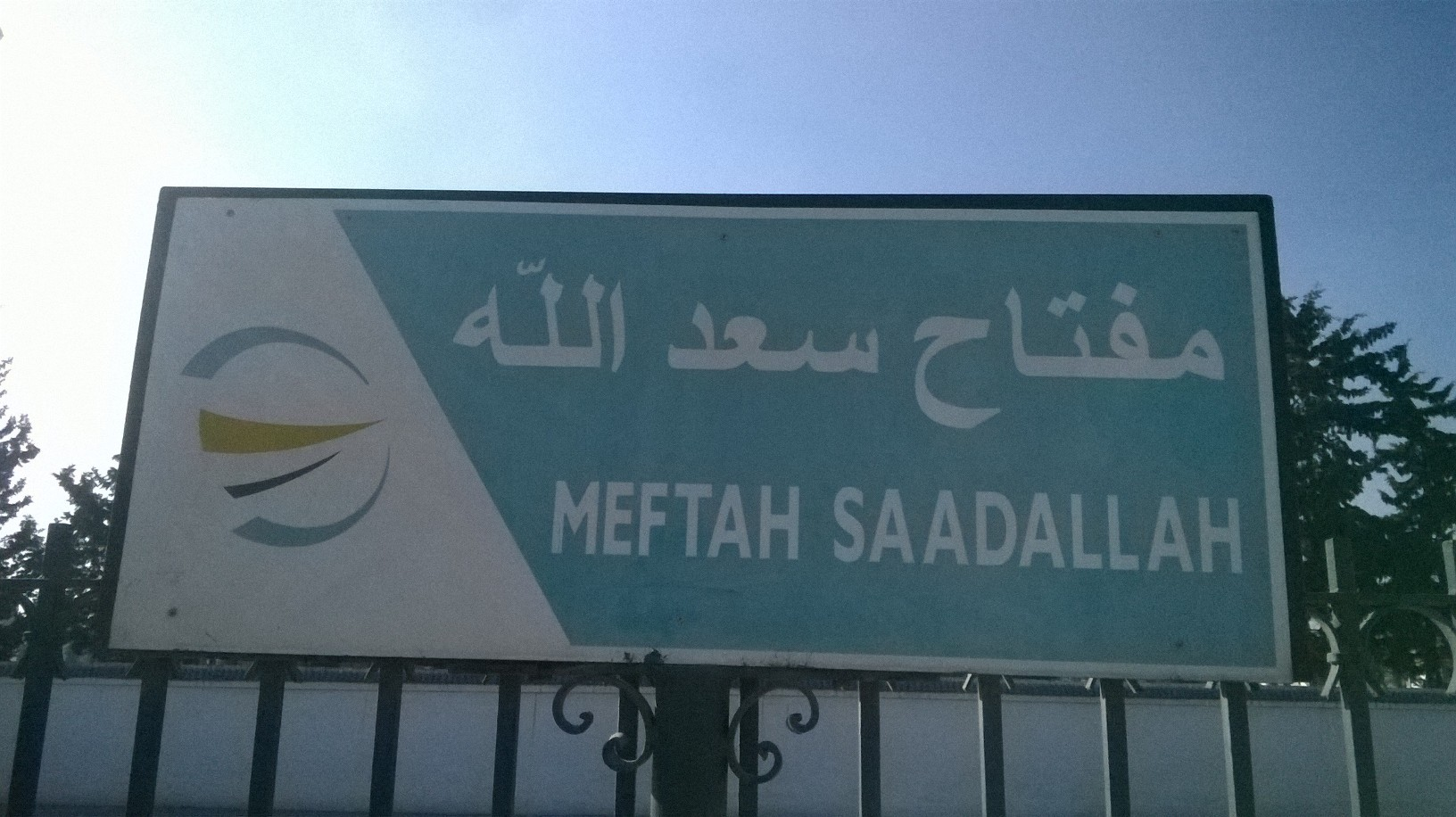
Station Meftah Sâadallah.

| Ligne |   | Stations               | Coordonnées géographiques    | Délégation                      | P+R | Correspondances |
| ----- | - | ---------------------- | ---------------------------- | ------------------------------- | --- | --------------- |
|       | ■ | Tunis Marine           | 36° 48′ 00″ N, 10° 11′ 34″ E | Bab El Bhar                     |     | + TGM           |
|       | • | Farhat-Hached          | 36° 47′ 52″ N, 10° 11′ 10″ E | Bab El Bhar                     |     |                 |
|       | ■ | Place de Barcelone     | 36° 47′ 46″ N, 10° 10′ 50″ E | Bab El Bhar                     |     | + GT            |
|       | • | Habib-Thameur          | Arrêt non desservi (2019)    | Bab El Bhar                     |     |                 |
|       | • | Place de la République | 36° 48′ 23″ N, 10° 10′ 51″ E | Bab El Bhar                     |     |                 |
|       | • | Bab El Khadra          | 36° 48′ 37″ N, 10° 10′ 21″ E | Bab Souika                      |     |                 |
|       | • | Bab Laassal            | 36° 48′ 48″ N, 10° 10′ 05″ E | Bab Souika / El Omrane          |     |                 |
|       | • | Bab Saadoun            | 36° 48′ 35″ N, 10° 09′ 43″ E | Bab Souika / El Omrane          |     |                 |
|       | • | Meftah Sâadallah       | 36° 48′ 47″ N, 10° 09′ 23″ E | El Omrane                       |     |                 |
|       | • | Rommana                | 36° 49′ 25″ N, 10° 09′ 03″ E | El Omrane                       |     |                 |
|       | • | Campus                 | 36° 49′ 34″ N, 10° 08′ 38″ E | El Omrane / El Omrane supérieur |     |                 |
|       | • | 14-Janvier 2011        | 36° 49′ 22″ N, 10° 08′ 24″ E | El Omrane / El Omrane supérieur |     |                 |
|       | • | Les Jasmins            | 36° 49′ 33″ N, 10° 08′ 05″ E | Ettahrir / El Omrane supérieur  |     |                 |
|       | ■ | Ibn Khaldoun           | 36° 49′ 51″ N, 10° 08′ 03″ E | El Omrane supérieur             |     |                 |